# Voinjama Airport
Voinjama Airport är en flygplats i Liberia.   Den ligger i regionen Lofa County, i den norra delen av landet, 260 km norr om huvudstaden Monrovia. Voinjama Airport ligger 530 meter över havet.
Terrängen runt Voinjama Airport är huvudsakligen platt. Voinjama Airport ligger nere i en dal.  Trakten runt Voinjama Airport är nära nog obefolkad, med mindre än två invånare per kvadratkilometer. Närmaste större samhälle är Voinjama, 3,2 km nordost om Voinjama Airport. I omgivningarna runt Voinjama Airport växer i huvudsak städsegrön lövskog.